# Väiku-Apja järv
Väiku-Apja järv är en sjö i södra Estland. Den ligger i kommunen Karula vald i Valgamaa, 220 km söder om huvudstaden Tallinn. Väiku-Apja järv ligger 72 meter över havet och är 0,06 kvadratkilometer stor. Tillsammans med den närliggande Suur-Apja järv (Stora Apjasjön) utgör den sjösystemet Apja järved som avvattnas av ån Hargla oja. 
Trakten ingår i den hemiboreala klimatzonen. Årsmedeltemperaturen i trakten är 3 °C. Den varmaste månaden är juli, då medeltemperaturen är 18 °C, och den kallaste är februari, med −10 °C.